# La Acebeda
La Acebeda ist eine Gemeinde (municipio) mit 68 Einwohnern (Stand: 2024) in der Autonomen Gemeinschaft Madrid. 

## Lage und Verkehr
La Acebeda liegt etwa 70 Kilometer nördlich der Stadt Madrid. Die Gemeinde ist vor allem als Ausflugs- und Erholungsgebiet bekannt.

## Bevölkerungsentwicklung
| Jahr      | 1960 | 1970 | 1981 | 1991 | 2001 | 2011 | 2021 |
| Einwohner | 206  | 114  | 70   | 55   | 51   | 66   | 55   |

## Sehenswürdigkeiten
- Sebastianuskirche

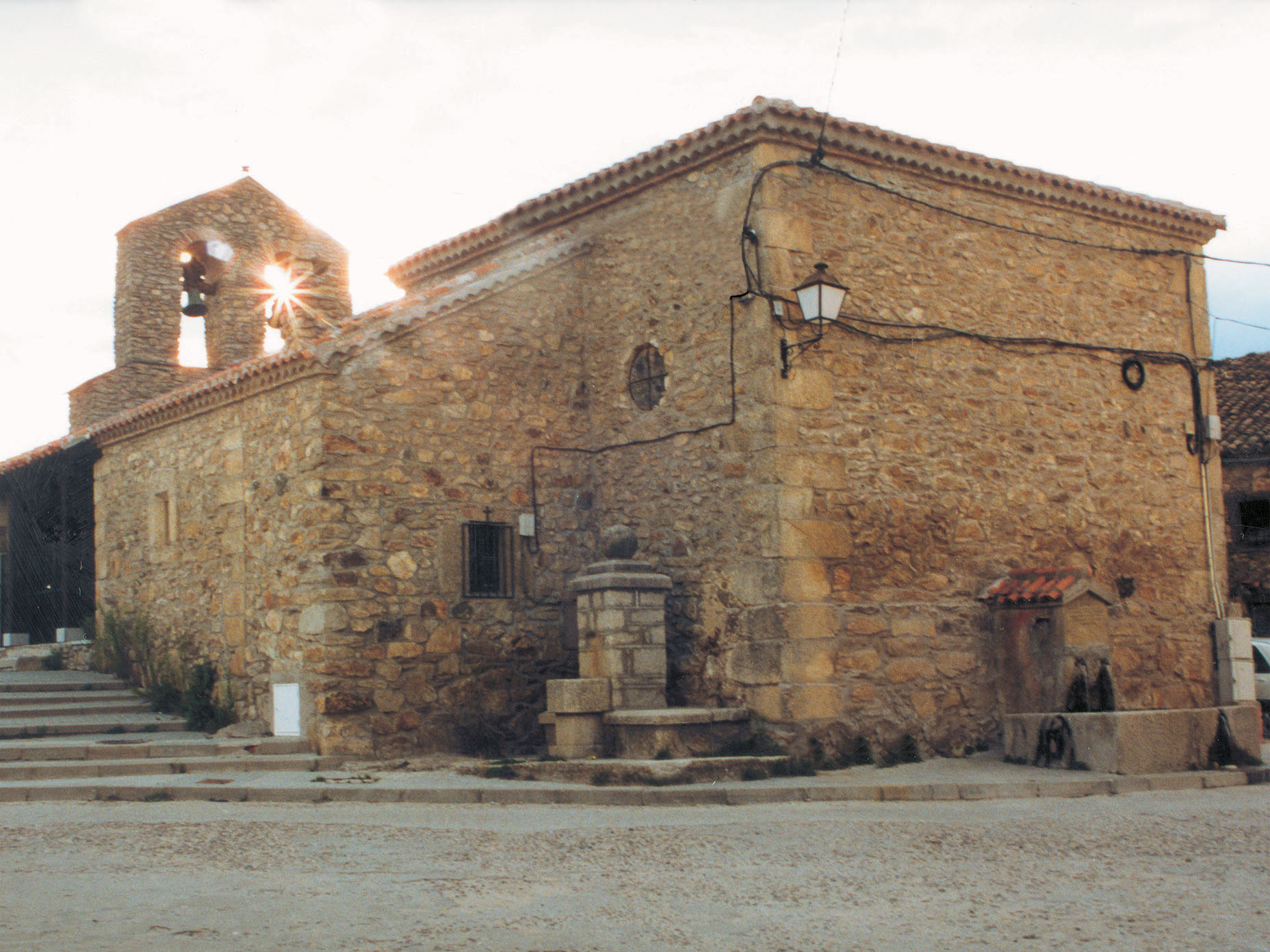
Kirche San Sebastián